# كومو (مسيسيبي)
كومو (بالإنجليزية: Como, Mississippi)‏ هي بلدة تقع في مقاطعة بانولا (ميسيسيبي) بولاية مسيسيبي في الولايات المتحدة. تبلغ مساحتها 4.9 (كم²)، وترتفع عن سطح البحر 109 م، بلغ عدد سكانها 1310 نسمة في عام 2000 حسب إحصاء مكتب تعداد الولايات المتحدة وتصل الكثافة السكانية فيها 267.2 نسمة/كم2.

## التركيبة السكانية
حدّد مكتب تعداد الولايات المتحدة بيانات التركيبة السكانية لكومو في تعداد الولايات المتحدة. في ما يلي، التركيبة السكانية حسب تعدادي 2000 و2010.

### تعداد عام 2000
بلغ عدد سكان كومو 1,310 نسمة بحسب تعداد عام 2000، وبلغ عدد الأسر 461 أسرة وعدد العائلات 352 عائلة مقيمة في البلدة. في حين سجلت الكثافة السكانية 266.3 نسمة لكل كيلومتر مربع (689.7/ميل2). وبلغ عدد الوحدات السكنية 506 وحدة بمتوسط كثافة قدره 102.8 لكل كيلومتر مربع (266.3/ميل2).
وتوزع التركيب العرقي للبلدة بنسبة 26.79% من البيض و71.83% من الأمريكيين الأفارقة و0.08% من الأمريكيين الأصليين و0.61% من الأعراق الأخرى و0.69% من عرقين مختلطين أو أكثر و1.15% من الهسبانيون أو اللاتينيون من أي عرق.
بلغ عدد الأسر 461 أسرة كانت نسبة 42.1% منها لديها أطفال تحت سن الثامنة عشر تعيش معهم، وبلغت نسبة الأزواج القاطنين مع بعضهم البعض 39.7% من أصل المجموع الكلي للأسر، ونسبة 31% من الأسر كان لديها معيلات من الإناث دون وجود شريك،  بينما كانت نسبة 5.6% من الأسر لديها معيلون من الذكور دون وجود شريكة وكانت نسبة 23.6% من غير العائلات. تألفت نسبة 22.1% من أصل جميع الأسر من عدة أفراد يعيشون في نفس المنزل ونسبة 11.9% كانت تتألف من شخص يعيش بمفرده يبلغ من العمر 65 عاماً أو أكثر. وبلغ متوسط حجم الأسرة المعيشية 2.84، أما متوسط حجم العائلات فبلغ 3.30.
بلغ العمر الوسطي للسكان 34.1 عاماً. وكانت نسبة 30.1% من القاطنين تحت سن الثامنة عشر، وكانت نسبة 9.8% بين الثامنة عشر والرابعة والعشرين عاماً، ونسبة 24.5% كانت واقعةً في الفئة العمرية ما بين الخامسة والعشرين والرابعة والأربعين عاماً، ونسبة 20.6% كانت ما بين الخامسة والأربعين والرابعة والستين، ونسبة 15% كانت ضمن فئة الخامسة والستين عاماً فما فوق. يوجد لكل 100 أنثى 81.2 ذكر، ويوجد لكل 100 أنثى في الثامنة عشر من عمرها فما فوق 74.8 ذكر.
بلغ متوسط دخل الأسرة في البلدة 22,344 دولارًا، أما متوسط دخل العائلة فبلغ 25,000 دولارًا. وكان متوسط دخل الذكور 28,333 دولارًا مقابل 18,977 دولارًا للإناث. وسجل دخل الفرد الخاص بالبلدة 12,278 دولارًا. وكانت نسبة 31.3% من العائلات ونسبة 37.5% من السكان تحت خط الفقر، وكان من هؤلاء نسبة 57.2% تحت سن الثامنة عشر ونسبة 29.6% في الخامسة والستين من العمر وما فوق.

### تعداد عام 2010
بلغ عدد سكان كومو 1,279 نسمة بحسب تعداد عام 2010، وبلغ عدد الأسر 532 أسرة وعدد العائلات 343 عائلة مقيمة في البلدة. في حين سجلت الكثافة السكانية 260 نسمة لكل كيلومتر مربع (673.4/ميل2). وبلغ عدد الوحدات السكنية 591 وحدة بمتوسط كثافة قدره 120.1 لكل كيلومتر مربع (311.1/ميل2).
وتوزع التركيب العرقي للبلدة بنسبة 26.66% من البيض و72.71% من الأمريكيين الأفارقة و0.16% من الأعراق الأخرى و0.47% من عرقين مختلطين أو أكثر و0.23% من الهسبانيون أو اللاتينيون من أي عرق.
بلغ عدد الأسر 532 أسرة كانت نسبة 29.1% منها لديها أطفال تحت سن الثامنة عشر تعيش معهم، وبلغت نسبة الأزواج القاطنين مع بعضهم البعض 27.8% من أصل المجموع الكلي للأسر، ونسبة 30.5% من الأسر كان لديها معيلات من الإناث دون وجود شريك،  بينما كانت نسبة 6.2% من الأسر لديها معيلون من الذكور دون وجود شريكة وكانت نسبة 35.5% من غير العائلات. تألفت نسبة 32% من أصل جميع الأسر من عدة أفراد يعيشون في نفس المنزل ونسبة 17.3% كانت تتألف من شخص يعيش بمفرده يبلغ من العمر 65 عاماً أو أكثر. وبلغ متوسط حجم الأسرة المعيشية 2.40، أما متوسط حجم العائلات فبلغ 3.02.
بلغ العمر الوسطي للسكان 40.9 عاماً. وكانت نسبة 24.4% من القاطنين تحت سن الثامنة عشر، وكانت نسبة 8.4% بين الثامنة عشر والرابعة والعشرين عاماً، ونسبة 23.1% كانت واقعةً في الفئة العمرية ما بين الخامسة والعشرين والرابعة والأربعين عاماً، ونسبة 25.9% كانت ما بين الخامسة والأربعين والرابعة والستين، ونسبة 18.3% كانت ضمن فئة الخامسة والستين عاماً فما فوق. وتوزع التركيب الجنسي للسكان بنسبة 45.6% ذكور و54.4% إناث.

## أعلام
- تومي جو مارتينز
- آلفين راي جاكسون
- ستارك يونغ

## وصلات خارجية
- The US50 - Cities and Towns in Mississippi State
- Mississippi Cities and Towns, Facts, Map, Flag, Colleges, Government, and More